# Stanovanjski zakon (1991)
Stanovanjski zakon iz leta 1991, poznan tudi kot Jazbinškov zakon, je slovenski zakon s področja določanja postopkov in razmerij v večstanovanjskih hišah in stanovanj v družbeni lasti. Poleg sistemskega urejanja področja je vseboval tudi načine in pogoje za privatizacijo stanovanj, ki so bila do takrat v družbeni lasti. Na osnovi tega zakona so najemniki v družbenih stanovanjih lahko pod relativno zelo ugodnimi pogoji z odkupom pridobili lastninsko pravico nad stanovanji, v katerih so bili do tedaj imetniki stanovanjske pravice, najem je bil le tehnična artikulacija dejanske dedne posestne pravice. Do 1. 11. 2010 je bilo po podatkih Stanovanjskega sklada Republike Slovenije evidentiranih 160.405 kupoprodajnih pogodb, sklenjenih na osnovi določil zakona.
Zakon, ki je bil v Uradnem listu Republike Slovenije objavljen 11. oktobra 1991, je dobil ime po takratnemu predsedniku Republiškega komiteja za varstvo okolja in urejanje prostora v vladi Alojza Peterleta, Mihi Jazbinšku, ki je bil eden glavnih avtorjev zakona. Stanovanjski zakon, sprejet v času Demosove vlade, je bil en izmed osrednjih privatizacijskih zakonov, ki naj bi omogočili socialnoekonomski prehod iz socializma v kapitalizem.

## Pozitivne plati
- Imetnikom stanovanjske pravice (najemnikom) v teh stanovanjih je zakon omogočil nakup stanovanja po ugodnih pogojih. [1] Cena je bila določena po točkovnem sistemu z vrednostjo točke primerljivo z denacionalizacijsko točko.[navedi vir] Po poročanju Financ naj bi pri pripravi zakona med pripravljavci obstajala dilema, ali naj povprečno stanovanje stane toliko kot avtomobil Zastava 101 ali Volkswagen Golf.[1]
- Graditeljem stanovanj (družbenim organizacijam, ki so zbirala sredstva in z njimi gradila stanovanja: npr. občinski stanovanjski skladi in pokojninski zavodi) je omogočila pridobitev svežih sredstev, s katerimi naj bi zagnale nov cikel investiranja v stanovanjsko zgradbo.[6] Z odprodajo pogosto dotrajanih stanovanj so se ti institucionalni lastniki izognili prenovitvenim stroškom, ki bi jih težko krili iz takrat nizkih najemnin.
- Država je z odkupom deviz, ki so jih imetniki prodajali za nakup stanovanj, ustvarila leta 1991 tisti čas izredno potrebne minimalne devizne rezerve.[7]
- Po nekaterih teorijah previsok delež lastniških stanovanj skozi nemobilnost prebivalstva resno ogroža ekonomsko uspešnost Slovenije.[navedi vir]

## Negativne plati
- Vse organizacije, lastnice javnega stanovanjskega najemnega fonda, so ostale brez večine svojega osnovnega fonda. Od prodaje zbrana kupnina je bila veliko premajhna za resno obnovo fonda. [8] Slabša dostopnost neprofitnega fonda vpliva tudi na osamosvajanje mladih.[9]
- Državljane je postavil v neenak položaj, saj je nekaterim (najemnikom) omogočil nakup stanovanja pod ugodnimi pogoji, ostalim pa ne.
- Najemnike, ki se niso odločili za nakup, pa so njihova stanovanja nato bila vrnjena denacionalizacijskim upravičencem, je pogosto izpostavil šikaniranju novih lastnikov, ki z višino uzakonjene neprofitne najemnine niso bili zadovoljni, ali pa so stanovanja potrebovali zase in so želeli najemnike neprostovoljno izseliti.[10]